# Chóvar

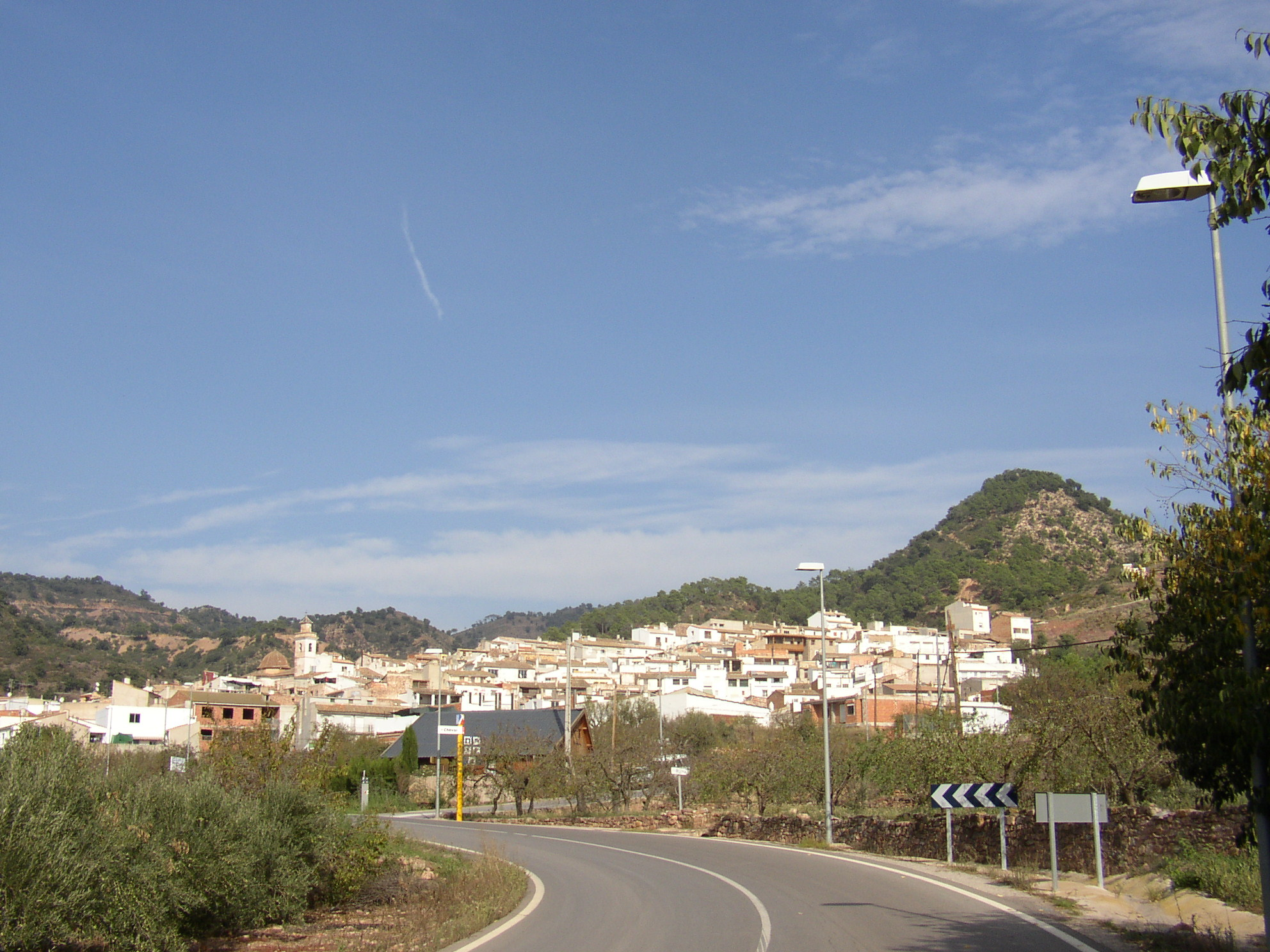
Cảnh quan.

Chóvar là một đô thị trong tỉnh Castellón, Cộng đồng Valencia, Tây Ban Nha. Đô thị Chóvar có diện tích 18,2 kilômét vuông, dân số theo điều tra năm 2010 của Viện thống kê quốc gia Tây Ban Nha là 349 người. Đô thị Chóvar nằm ở khu vực có độ cao 415 mét trên mực nước biển.